# Zello
Zello è una frazione del comune di Borgo Mantovano, in provincia di Mantova.
La frazione è costituita da un piccolo centro abitato costituito da poche abitazioni di tipo rurale, di impianto trecentesco, e dall'oratorio di San Biagio.

## Storia
Nel passato Zello era una comunità autosufficiente composta da circa 2.000 persone dove si potevano trovare scuole, osterie, vari negozi come barbieri, falegnami, sarte, fabbri, imprese edili e caseifici. Le imprese agricole erano un centinaio ed erano caratterizzate da una conduzione familiare, essendo allora la famiglie molto numerose. Per questo gli abitanti si recavano a Revere esclusivamente per eventi importanti quali la Fiera di Santa Mostiola e le celebrazioni per il patrono Sant'Alberto. 
La corrente elettrica giunse a Zello nel 1963, sostituendo le tradizionali lucerne e candele. L'oratorio di San Biagio, dedicato al patrono della comunità, e la corte Molesina al suo fianco, erano il punto di ritrovo dei ragazzi, dove si giocava al tipici "s-ciàncul".

## Monumenti e luoghi di interesse
L'oratorio di San Biagio è l'edificio di culto più antico di Revere, venendo citato per la prima volta nel 1219. Nel 1724 venne ceduto al Seminario di Mantova a condizione che vi venisse celebrata la messa. Alcuni storici hanno ipotizzato che l'oratorio fosse alle dipendenze dirette della Corte di Zello e di Giovanni Gonzaga, terzogenito del marchese Federico I e capostipite del ramo dei Gonzaga di Vescovato.
Le operazioni di restauro intraprese nel 2007 dalla Società per il Palazzo Ducale di Mantova chiariranno l'epoca di costruzione dell'edificio, nel quale è possibile ammirare molteplici affreschi quattrocenteschi, anche se in parte danneggiati dal passare del tempo. In particolare verrà posta molta attenzione al restauro dell'affresco raffigurante la Madonna col Bambino e Santi.